# Cisticole à dos noir
Cisticola eximius
Espèce
Statut de conservation UICN

 LC  : Préoccupation mineure
La Cisticole à dos noir (Cisticola eximius) est une espèce de passereaux de la famille des Cisticolidae.

## Répartition et sous-espèces
Selon la classification de référence du Congrès ornithologique international (14.2, 2025) :
- C. e. occidens Lynes, 1930 — aire dissoute à traves l'Afrique de l'Ouest ;
- C. e. winneba Lynes, 1931 — sud du Ghana ;
- C. e. eximius (Heuglin, 1869) — aire dissoute à travers les républiques du Congo et centrafricaine et Afrique de l'Est.